# 677 (číslo)
Šest set sedmdesát sedm je přirozené číslo. Následuje po čísle šest set sedmdesát šest a předchází číslu šest set sedmdesát osm. Římskými číslicemi se zapisuje DCLXXVII a řeckými číslicemi χοζ.

## Matematika
677 je:
- Deficientní číslo
- Prvočíslo
- Nešťastné číslo

## Astronomie
- (677) Aaltje je planetka hlavního pásu, kterou objevil v roce 1909 August Kopff

## Ostatní
- +677 je mezinárodní telefonní předvolba Šalomounových ostrovů

## Roky
- 677
- 677 př. n. l.